# Хиперинфлация във Ваймарската република
Хиперинфлация във Ваймарската република е период на хиперинфлация в Германия през 1921 – 1923 година.
Както повечето европейски страни, Германия финансира участието си в Първата световна война чрез бързо нарастване на държавния дълг, което още в хода на войната предизвиква значителна инфлация. След войната дългът допълнително се увеличава с над 30% от наложените на страната с Версайския договор репарации. Първият хиперинфлационен шок е през август 1921 година, когато централната банка предизвиква паника, започвайки масирана замяна на монетите в обращение с банкноти. След кратка стабилизация в началото на 1922 година отново започва хиперинфлация, като от средата на 1922 година до декември курсът на германската марка към щатския долар пада от 320 марки за долар на 7400 марки за долар. Следващата година е още по-тежка, като към ноември 1923 година обменният курс е към 4,2 трилиона марки за долар. След това инфлацията е овладяна с финансовото съдействие на Съединените американски щати. Хиперинфлацията практически ликвидира всички дотогавашни спестявания и дългове, включително държавния, и предизвиква сериозна политическа нестабилност в страната.